# José Francisco Porras
José Francisco Porras Hidalgo (Grecia,  8 de noviembre de 1970) es un exfutbolista costarricense que se desempeñaba como portero y considerado uno de los mejores porteros de la zona de la CONCACAF, debido a su perfil izquierdo y rápidos reflejos. Fue capitán en su club y en la selección nacional de Costa Rica.

## Trayectoria deportiva
José Francisco Porras inició su carrera profesional en la temporada de 1989-90 jugando con el Club Sport Herediano, en este equipo, Porras logró su primer campeonato nacional en la temporada de 1992-93. Posteriormente jugaría con los equipos de Belén, Puntarenas y Carmelita hasta llegar en el año 1996 al Deportivo Saprissa donde lograría conseguir su segundo y tercer campeonato nacional en la temporada 1997-98 y 1998-99 además de la Copa Interclubes de la UNCAF del año 1998, aunque en ese tiempo no jugaba en la titular del Saprissa, dado que el equipo contaba con el experimentado Erick Lonnis el cual era el portero estrella del Deportivo Saprissa así como de la Selección de fútbol de Costa Rica durante esos años, hasta el momento en que se lesionó y se retiró en el año 2003.
En 2003, José Francisco Porras lograría iniciar así una de sus etapas profesionales más exitosas con el Deportivo Saprissa, esto mientras el equipo morado estuvo bajo la administración de Jorge Vergara del año 2003 al 2010. Porras figuró como el portero estelar de los morados, durante su actuación como titular consiguió, además de los dos campeonatos anteriores (1997-98 y 1998-99), los campeonatos nacionales de la temporada 2003-04, 2005-06, 2006-07, Invierno 2007, Verano e Invierno 2008, además de la Copa Interclubes de la UNCAF 2003 y la Copa de Campeones de la CONCACAF 2005 dando el derecho al Deportivo Saprissa en participar en la Copa Mundial de Clubes de la FIFA en ese año, logrando el histórico tercer lugar en la competición siendo el único equipo costarricense hasta la fecha en conseguir dicho logro.
Con la Selección de fútbol de Costa Rica Porras lograría ganar la Copa de Naciones UNCAF 2005 y 2007, además de participar en la Copa Mundial de Fútbol en 2006.

## Selección nacional
En 1999 representó a su selección en la Copa del Mundo Junior, en la Copa América 2004 y la Copa de Oro de la CONCACAF 2005. Debutó con la selección absoluta el 4 de junio de 2004 en un Costa Rica-Nicaragua. Con el equipo nacional de Costa Rica ganó una copa UNCAF y pudo jugar en la Copa Mundial de la FIFA 2006 después de que se nombrara a Alexandre Guimarães como entrenador y jugó los tres partidos del torneo. Llegó al torneo con 16 internacionalidades. No fue hasta los 35 años, cuando durante los partidos de clasificación para la Copa Mundial de fútbol de 2006, tuvo que pelear por un puesto bajo los palos en la selección con Álvaro Mesén. Durante la Copa del Mundo llevó el número 18 con Costa Rica y fue el jugador más viejo del equipo.

### Participaciones en Copas del Mundo
• Selección Juvenil
| Mundial                          | Sede           | Resultado    |
| -------------------------------- | -------------- | ------------ |
| Mundial de Fútbol Sub-20 de 1989 | Arabia Saudita | Primera Fase |

• Selección Mayor
| Mundial                        | Sede     | Resultado    |
| ------------------------------ | -------- | ------------ |
| Copa Mundial de Fútbol de 2006 | Alemania | Primera Fase |

### Participaciones en Copas Oro
| Copa          | Sede           | Resultado        |
| ------------- | -------------- | ---------------- |
| Copa Oro 2005 | Estados Unidos | Cuartos de final |
| Copa Oro 2007 | Estados Unidos | Cuartos de final |

### Participaciones en Copas de Naciones de la UNCAF
| Copa            | Sede        | Resultado |
| --------------- | ----------- | --------- |
| Copa Uncaf 2005 | Guatemala   | Campeón   |
| Copa Uncaf 2007 | El Salvador | Campeón   |

## Clubes
| Club                 | País       | Año       |
| -------------------- | ---------- | --------- |
| C. S. Herediano      | Costa Rica | 1989-1993 |
| Belén F. C.          | Costa Rica | 1993-1994 |
| Municipal Puntarenas | Costa Rica | 1994-1995 |
| A. D. Carmelita      | Costa Rica | 1995-1996 |
| Deportivo Saprissa   | Costa Rica | 1996-2000 |
| A. D. Carmelita      | Costa Rica | 2000-2002 |
| Deportivo Saprissa   | Costa Rica | 2002-2008 |
| A. D. Carmelita      | Costa Rica | 2009      |

## Palmarés

### Títulos nacionales
| Título                         | Equipo             | País       | Año  |
| ------------------------------ | ------------------ | ---------- | ---- |
| Primera División de Costa Rica | C.S Herediano      | Costa Rica | 1993 |
| Primera División de Costa Rica | Deportivo Saprissa | Costa Rica | 1998 |
| Primera División de Costa Rica | Deportivo Saprissa | Costa Rica | 1999 |
| Primera División de Costa Rica | Deportivo Saprissa | Costa Rica | 2004 |
| Primera División de Costa Rica | Deportivo Saprissa | Costa Rica | 2006 |
| Primera División de Costa Rica | Deportivo Saprissa | Costa Rica | 2007 |
| Primera División de Costa Rica | Deportivo Saprissa | Costa Rica | 2007 |
| Primera División de Costa Rica | Deportivo Saprissa | Costa Rica | 2008 |
| Primera División de Costa Rica | Deportivo Saprissa | Costa Rica | 2008 |

### Títulos internacionales
| Título                           | Equipo                  | Sede                                    | Año  |
| -------------------------------- | ----------------------- | --------------------------------------- | ---- |
| Torneo Grandes de Centroamérica  | Deportivo Saprissa      | Centroamérica                           | 1998 |
| Copa Interclubes de la Uncaf     | Deportivo Saprissa      | Centroamérica                           | 2003 |
| Copa de Naciones UNCAF           | Selección de Costa Rica | Guatemala                               | 2005 |
| Copa de Campeones de la Concacaf | Deportivo Saprissa      | Norteamérica, Centroamérica y el Caribe | 2005 |
| Copa de Naciones UNCAF           | Selección de Costa Rica | El Salvador                             | 2007 |